# World Professional Basketball Tournament 1944
L'edizione 1944 del World Professional Basketball Tournament  fu la sesta nella storia della manifestazione.
Vinsero il titolo i Fort Wayne Pistons, che ebbero la meglio contro i Brooklyn Eagles.

## Risultati

### Prima fase
20 marzo 1944
- Dayton Aviators 52, Akron Collegians 38
- Brooklyn Eagles 55, Camp Campbell Tankmen 41
- New York Rens 39, Detroit Suffrins 33

21 marzo 1944
- Cleveland Chase Brassmen 55, Indianapolis Pure Oils 52
- Oshkosh All-Stars 51, Rochester Wings 40
- Harlem Globetrotters 41, Pittsburgh Corbetts 40

### Fase finale
|  | Quarti di finale           | Quarti di finale     |                            |                      | Semifinali                | Semifinali                |  |  | Finale        | Finale |
|  |                            |                      |                            |                      |                           |                           |  |  |               |        |
|  | 22 marzo 1944              |                      |                            |                      |                           |                           |  |  |               |        |
|  |                            |                      |                            |                      |                           |                           |  |  |               |        |
|  | Fort Wayne Zollner Pistons | 59                   |                            |                      |                           |                           |  |  |               |        |
|  | Fort Wayne Zollner Pistons | 59                   | 23 marzo 1944              |                      |                           |                           |  |  |               |        |
|  | Dayton Aviators            | 34                   |                            |                      |                           |                           |  |  |               |        |
|  | Dayton Aviators            | 34                   | Fort Wayne Zollner Pistons | 42                   |                           |                           |  |  |               |        |
|  | 22 marzo 1944              |                      | Fort Wayne Zollner Pistons | 42                   |                           |                           |  |  |               |        |
|  |                            | New York Rens        | 38                         |                      |                           |                           |  |  |               |        |
|  | New York Rens              | New York Rens        | 38                         | 62                   |                           |                           |  |  |               |        |
|  | New York Rens              |                      | 24 marzo 1944              | 62                   |                           |                           |  |  |               |        |
|  | Cleveland Chase Brassmen   | 38                   |                            |                      |                           |                           |  |  |               |        |
|  | Cleveland Chase Brassmen   | 38                   | Fort Wayne Zollner Pistons | 50                   |                           |                           |  |  |               |        |
|  | 22 marzo 1944              |                      | Fort Wayne Zollner Pistons | 50                   |                           |                           |  |  |               |        |
|  |                            | Brooklyn Eagles      | 33                         |                      |                           |                           |  |  |               |        |
|  | Brooklyn Eagles            | Brooklyn Eagles      | 33                         | 49                   |                           |                           |  |  |               |        |
|  | Brooklyn Eagles            | 23 marzo 1944        |                            | 49                   |                           |                           |  |  |               |        |
|  | Sheboygan Redskins         | 43                   |                            |                      |                           |                           |  |  |               |        |
|  | Sheboygan Redskins         | 43                   | Brooklyn Eagles            | 63                   | Finale per il terzo posto | Finale per il terzo posto |  |  |               |        |
|  | 22 marzo 1944              |                      | Brooklyn Eagles            | 63                   | Finale per il terzo posto | Finale per il terzo posto |  |  |               |        |
|  |                            | Harlem Globetrotters | 41                         |                      |                           |                           |  |  |               |        |
|  | Harlem Globetrotters       | Harlem Globetrotters | 41                         | 41                   | New York Rens             | 29                        |  |  |               |        |
|  | Harlem Globetrotters       |                      |                            | 41                   | New York Rens             | 29                        |  |  |               |        |
|  | Oshkosh All-Stars          | 31                   |                            | Harlem Globetrotters | 37                        |                           |  |  |               |        |
|  | Oshkosh All-Stars          | 31                   |                            |                      | 37                        |                           |  |  |               |        |
|  |                            |                      |                            |                      |                           |                           |  |  | 24 marzo 1944 |        |
|  |                            |                      |                            |                      |                           |                           |  |  |               |        |

## All Tournament Team

### All-Tournament first team
- Sonny Wood, New York Rens
- Mel Riebe, Cleveland Allmen Transfers
- Blackie Towery, Fort Wayne Zollner Pistons
- Mickey Rottner, Brooklyn Eagles
- Bobby McDermott, Fort Wayne Zollner Pistons

### All-Tournament second team
- Jerry Bush, Fort Wayne Zollner Pistons
- Bob Tough, Brooklyn Eagles
- Bernie Price, Harlem Globetrotters
- Jack Garfinkel, Brooklyn Eagles
- Manny Hyatt, Pittsburgh Corbetts